# Бодрак
Бодра́к, Бадра́к (крим. Badraq) — річка в Україні, у Бахчисарайському районі Автономної Республіки Крим. Ліва притока Альми (басейн Чорного моря).

## Опис
Довжина річки приблизно 17 км., похил річки — 20,7 м/км. Площа басейну 74,4 км².

## Розташування
Бере початок на північно-східних схилах вершини Вольської. Тече переважно на північний захід через Трудолюбівку, Скалисте, Новопавлівку і у Поштовому впадає у річку Альму.